# Parigi-Camembert 1937
La Parigi-Camembert 1937, quarta edizione della corsa, si svolse il 30 marzo 1937. Fu vinta dal francese André Auville.

## Ordine d'arrivo (Top 10)
| Pos. | Corridore            | Squadra            | Tempo |
| ---- | -------------------- | ------------------ | ----- |
| 1    | André Auville        | Thomann            |       |
| 2    | Robert Lemarie       | -                  |       |
| 3    | Rene-Paul Corallini  | Pelissier          |       |
| 4    | Fabien Galateau      | Alcyon-Dunlop      |       |
| 5    | Dante Franzil        | Mercier-Hutchinson |       |
| 6    | Roger Pierteraerents | -                  |       |
| 7    | Rene Bernard         | Helyett            |       |
| 8    | Maurice Pommarede    | -                  |       |
| 9    | Auguste Mallet       | Helyett            |       |
| 10   | Raymond Bon          | -                  |       |